# Jumilhac-le-Grand
 Jumilhac-le-Grand  (en occitano Jumilhac lo Grand) es una población y comuna francesa, situada en la región de Aquitania, departamento de Dordoña, en el distrito de Nontron y cantón de Jumilhac-le-Grand.

## Demografía
| 1896 | 1654 | 1535 | 1411 | 1260 | 1213 |
| Para los censos de 1962 a 1999 la población legal corresponde a la población sin duplicidades (Fuente: INSEE [Consultar]) |      |      |      |      |      |